# Dommara Nandyal
Dommara Nandyal é uma vila no distrito de Cuddapah, no estado indiano de Andhra Pradesh.

## Demografia
Segundo o censo de 2001, Dommara Nandyal tinha uma população de 7678 habitantes. Os indivíduos do sexo masculino constituem 51% da população e os do sexo feminino 49%. Dommara Nandyal tem uma taxa de literacia de 54%, inferior à média nacional de 59,5%: a literacia no sexo masculino é de 67% e de 40% entre mulheres. Em Dommara Nandyal, 12% da população está abaixo dos 6 anos de idade.